# 물숨
"물숨"은 2016년에 개봉한 대한민국의 영화이다.

## 캐스팅
- 김정자 : 본인 역
- 이순옥 : 본인 역
- 김연희 : 본인 역
- 고희영 : 나레이션 역
- 채시라 : 예고편 나레이션 역
- 안현모 : 영어버전 나레이션 역

## 수상
- 2016년 제17회 전주국제영화제 한국경쟁 - 특별언급상
- 2016년 제17회 전주국제영화제 CGV아트하우스 - 배급지원상